# 侏抹香鯨
侏儒抹香鲸（又称欧文氏小抹香鲸），是小抹香鲸科下属的一个物种。

## 特征及行为

### 特征
侏儒抹香鲸是体型最小的鲸，成年的长度大约为2.1米到2.7米，成年重达135到275公斤左右，其甚至比一些海豚的体型还小。该鲸极易于小抹香鲸混淆。
侏儒抹香鲸体型较小，背部呈蓝灰色或暗灰色，背鳍突起，近似于镰刀状。侏儒抹香鲸眼睛后方有假鳃。其躯体较为粗壮，鲸的头部近似于方形。其喷气口的喷气低矮且不明显。侏儒抹香鲸的下颚较小，位置低，其下颚牙齿弯并且非常尖锐，而上颚的牙齿已经退化。

### 行为
侏儒抹香鲸主要食用乌贼或章鱼，不过也食用鱼类和鳞虾或贝类。
侏儒抹香鲸总是缓慢的浮至海面，而不像其他鲸类在海面上向前翻滚；而入水时，其也是直接没入水中下潜。在受到惊吓的时候，侏儒抹香鲸会释放出棕红色的肠液然后再下潜，而肠液会形成一阵雾团，以迷惑他人。其偶尔会跃身击浪，然后以尾部先着水或腹部击水的方式入水。侏儒抹香鲸潜水至少能潜至300米深处。
侏儒抹香鲸的族群一般在一只到两只，不过也曾目击到罕见的十只侏儒抹香鲸的“大族群”。

## 分布
由于侏儒抹香鲸属于深潜动物，一般集中在大陸棚的边缘，其似乎喜欢温暖的水域。

## 威胁
侏儒抹香鲸因为人类的捕鲸活动而受到威胁，其也因为人类的捕鱼行为和污染而遭到伤害。